# Uth Kirke
Uth Kirke er en kirke i Uth Sogn, sydøst for Horsens.

## Ældre bygningshistorie
I romansk tid byggedes en landsbykirke i granitkvadre. I året 1575 lod Fru Karen Gyldenstierne, enke efter rigsmarsk Holger Ottesen Rosenkrantz, denne gamle kirke nedrive og opførte en hel ny bygning af røde munkesten. Bygningen opførtes som et treskibet langhus med rundbuede hvælvinger i midtskibet, og spidsbuede hvælvinger i sideskibene. De tre skibe var samlet under éet fælles tag. Mod vest opførtes et tårn og mod syd et gravkapel.

## Ombygning
I 1869 lod ejeren af kirken, greven på Frijsenborg, kirken gennemgribende ombygge ved arkitekt Frits Uldall. Denne omdannede kirken til en en treskibet romansk basilika med bjælkeloft i hovedskibet og hvælvinger i sideskibene, som blev forbundet med midtskibet af fire anselige arkader. Over arkaderne sidder i højkirken små rundbuede vinduer, samlet to og to. Midtskibets mure blev forhøjede, således at skibene fik særskilte tage. Tårnet fik et firsiddet blytækket spir, og i tårnets vestmur gennembrød man en ny indgang, over hvilken der sidder en tympanon med fremstilling af livets træ. Denne stammer fra den ældste romanske kirke. På tårnet læses årstallet 1773 og initialerne for Erhard Wedel-Friis og hustru. På østgavlen ser man initialerne for Karen Gyldenstierne.

## Inventar
- Døbefonten er det ældste stykke bevarede inventar. En prægtig granitfont fra romansk tid med løver og palmetter. Dåbsfadet er fra 1622.
- Altertavlen stammer fra 1577 og er skænket af Karen Gyldenstierne. Den har to fløje og et maleri af nadveren. Tavlen blev restaureret 1724 på foranledning af Storkansler Holstein. *Alterstagerne i malm er fra 1594 og skænket af fru Karens søn og svigerdatter, Otte Christoffer Rosenkrantz og Giesele Podebusk.
- Den udskårne prædikestol er fra 1732.
- Orgelet er fra 1894.

## Gravminder
Gravkapellet var tidligere adskilt fra kirken med en mur, men nu blot af et jerngitter. Her findes et kostbart epitafium i sort marmor over Holger Ottesen Rosenkrantz og hans to hustruer Mette Krognos og Karen Gyldenstierne, samt to døtre. Desuden findes et oliemaleri af Holger og Karen samt 3 af deres børn, udført 1578.
I kapellet findes tillige tre sarkofager i norsk marmor, hvor i er begravet Cathrine W. Juel, født Wedell-Jarlsberg, († 1786), Jens Krag-Juel-Vind-Frijs til Juelinge († 1776) og hustru, født Gram († 1810).
I koret tårnet findes en ligsten over Jomfru Margrethe Rosenkrantz, († 1551), datter af Holger Ottesen Rosenkrantz.
Kirken lå tidligere i Bjerre Herred, Vejle Amt.
- Set fra nordøst
- Gravkapellet
- Holger Rosenkrantz og Karen Gyldenstierne
- Gravsten over Frederik Wielandt